# Maráthská říše
Maráthská říše, též Maráthská konfederace, byl raně novověký hinduistický stát na území západní a střední Indie, existující v letech 1674–1818. 

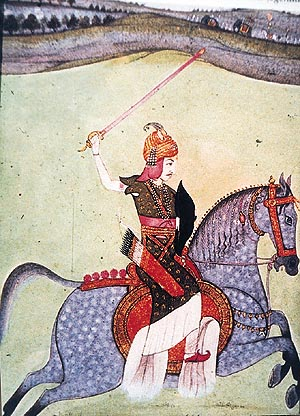
Báladží Bádží Ráo

Tento stát byl založen maráthským šlechticem a vojevůdcem Šivádžím z rodu Bhónslé, který počátkem 70. let 17. století sjednotil maráthské klany rody Bhónslů, Gájakvárů, Hólkarů a Sindhijů do obranné konfederace proti expandující Mughalské říši císaře Aurangzéba, a dalším muslimským státům Bidžápuru a Ahmadnagaru. Roku 1674, po vítězství nad Bidžápurem, se Šivádží prohlásil prvním čhatrapatim, králem Maráthů. Za vlády Šivádžího synů Sambhádžího a Rádžaráma pokračovaly se střídavými úspěchy boje proti Mughalům, ale královská moc postupně slábla. Za vlády krále Šáhúa (vládl v letech 1708-1749) se stal fatickým vládcem království péšva, dědičný první ministr, a současně vojevůdce, jménem Bádžíráo I., který využil oslabení Mughalské říše v důsledku dynastických sporů k rozšíření Maráthské číše na sever a východ. Za jeho syna a nástupce Báladžího Bádžího Ráa (v úřadu 1740–1761) se říše ocitla na vrcholu své moci, kdy sahala od Góy na jihu až k hranicím Paňdžábu a Bengálska. Maráthská vojska opakovaně vyplenila Dillí a Ágru, čímž zlomila zbytky mughalské moci, současně si podmanila i hinduistická knížectví Rádžpútů a Džátů. S podmaněnými obyvateli jednali marátští vůdci arogantně a krutě, což Maráthy připravilo o jejich podporu. To se ukázalo jako osudné v roce 1761, kdy byl Báladží ve třetí bitvě u Pánípatu poražen a zabit afghánským vládcem Ahmadem Šáhem Durráním. Jeho mladičký syn Mádhavráo zčásti vynahradil územní ztráty na severu dobytím nových území v jižní Indii, po jeho předčasné smrti v roce 1772 však následovaly vnitřní rozbroje a střety o moc mezi maráthskou šlechtou, do nichž zasahovali i britští kolonizátoři. To vedlo v letech 1776-1782 k první anglo-maráthské válce, která pro Brity skončila neúspěchem. Maráthská říše se ovšem změnila v konfederaci polonezávislých knížectví Gválijar, Indaur, Nágpur a některá další. Nejmocnějším z jejich vládců byl i Mahádádží Šiné, mahárádža z Gválijaru, který se stal hlavním spojencem mughalského císaře Alam Šáha II a od roku 1789 za slepého císaře vládl jako regent. Roku 1803 následovala druhá anglo-maráthská válka, v níž se péšva Bádží Ráo II. pokusil využit Brity k tomu, aby pod svou vládou sjednotil ostatní maráthská knížectví. To se mu sice do jisté míry podařilo, ovšem za cenu ztráty mnoha maráthských území ve prospěch Východoindické společnosti. Nespokojen s okleštěním své moci se Bádží Ráo II. roku 1817 postavil proti Britům. Následovala třetí anglo-maráthská válka, která skončila roku 1818) porážskou Maráthů a jejich území následně zabrala britská Východoindická společnost.
K pokusu o obnovu maráthské nezávislosti došlo během velkého indického povstání roku 1857, k jehož hlavním vůdcům patřil maráthský šlechtic a adoptivní syn Bádžího Ráa II. Náná Sáhib.